# إت (رواية)
إت رواية رعب للكاتب الأمريكي سيتفن كينغ. يُعد إت كتابه الثاني والعشرين وروايته السابعة عشر التي نُشرت باسمه الحقيقي. تتابع القصة تجارب سبعة أطفال يرهبهم كيان شرير عبر استغلال مخاوف ضحاياه ليتنكر بها أثناء مطاردته فريسته. يظهر «إت» في هيئة بيني وايز المهرج الراقص الذي يجذب فرائسه المفضلة من الأطفال الصغار.
تُحكى القصة من خلال السرد غير الخطي بين فترتين، وتُروى بشكل كبير عبر نمط السارد كلي العلم الذي يتحدث بصيغة الغائب. تتعامل إت مع الموضوعات التي أصبحت في النهاية مواضيع كينغ الرئيسة: قوة الذاكرة، وصدمة الطفولة، وأصداءها المتكررة في مرحلة البلوغ والتغلب على الشر عبر الثقة والتضحية المتبادلتين.
صرّح كينغ أنه ابتكر القصة في عام 1978، وبدأ بكتابتها في عام 1981. أنهى إنجاز الكتاب في عام 1985. وذكر أيضًا أنه أراد في الأصل أن تكون شخصية العنوان «ترول»، كتلك الموجودة في قصة الأطفال «التيوس الثلاثة والمارد»، مع وجود اختلاف بأن تسكن مجاري الصرف الصحي المحلية عوضًا عن أسفل جسر ما. أراد أيضًا مشابكة القصص بالأطفال وما سيصبحونه فيما بعد من بالغين.
فازت الرواية بجائزة الفانتازيا البريطانية في عام 1987، وتلقت ترشيحات لجائزتي لوكوس والفانتازيا العالمية في نفس السنة. صنّفت مجلة بابليشرز ويكلي رواية إت على أنها كتاب الخيال الأكثر مبيعًا في الولايات المتحدة الأمريكية في عام 1986. اقتُبست إت في مسلسل قصير مكون من جزئين في عام 1990، أخرجه تومي والاس، وفي مسلسل تلفزيوني في عام 1998 من إخراج غلين باريتو وأنكوش موهلا وفي فيلم ديولوجي من إخراج أندريس موسكيتي، أُصدرت إت في سبتمبر 2017، وأُصدرت إت: الفصل الثاني في سبتمبر 2019.

## الموضوعات
تركز إت موضوعيًا على فقدان براءة الطفولة وتشكّك في الفرق ما بين الضرورة والإرادة الحرة. وصف جرادي هندريكس في موقع «Tor.com» الكتاب بأنه «متعلق بحقيقة أن بعض الأبواب تفتح فقط باتجاه واحد، وأنه في حين وجود مخرج من الطفولة يسمى الجنس، لا يوجد باب يؤدي إلى الطريق الآخر الذي يعيد البالغين أطفالًا». أشار كريستوفر ليمان هوبت من نيويورك تايمز إلى أن إت «تتعلق بالشر الذي يطارد أمريكا من وقت لآخر متجسدًا في الجريمة، والتعصب الديني والعنصري، والصعوبات الاقتصادية، والكفاح العمالي والتلوث الصناعي»، وأن وضع الرواية «هو متحف مليء بالثقافة الشعبية في خمسينيات القرن العشرين: الأسماء التجارية، وأغاني ونجوم الروك أند رول وروتين الطفولة ونكاتها في تلك الحقبة». رأى جيمس سميث من صحيفة الغارديان أن «بيني وايز ليس رعب الرواية الأكبر. تأتي أبرز مفاهيم الخوف في الرواية من نادي الخاسرين أنفسهم: حياتهم المنزلية والأشياء التي جعلتهم منبوذين».

## الإصدار
في 13 ديسمبر 2011، نشرت سيميتري دانس إصدارًا محدودًا خاصًا من إت في الذكرى الخامسة والعشرين للرواية (آي إس بي إن 978-1-58767-270-5) في ثلاث طبعات: نسخة محدودة مهداة غير موقعة يبلغ عددها 2750 نسخة، ونسخة محدودة موقعة يبلغ عددها 750 نسخة، إضافة إلى نسخة محدودة موقعة ومحررة يبلغ عددها 52 نسخة. شكّلت جميع هذه الطبعات الثلاثة مجلدات كبيرة الحجم، محفوظة ضمن غلاف أو علبة، وقد امتازت بمواد صنع فاخرة. تحتوي هذه الطبعة السنوية رسمًا توضيحيًا جديدًا على غلاف الكتاب رُسم بواسطة غلين أوربيك، إضافة إلى العديد من الرسومات التوضيحية الداخلية المرسومة من قبل آلان م. كلارك وإرين ويلز. يحتوي الكتاب أيضًا على كلمة ختامية جديدة لستيفن كينغ يناقش فيها الأسباب الكامنة وراء كتابته هذه الرواية.